# Kniha toužení
Kniha toužení (anglicky Book of Longing) sbírka básní kanadského spisovatele a hudebníka Leonarda Cohena. Vyšla v roce 2006 prostřednictvím nakladatelství McClelland & Stewart, které s Cohenem spolupracovalo již od jeho počátků. Jde o jeho první literární dílo od roku 1993, kdy vyšla sbírka Hudba neznámého (anglicky Stranger Music) a o první novou sbírku básní od roku 1984, kdy byla vydána Kniha milosrdenství (anglicky Book of Mercy). Obsahuje mnoho nových Cohenových básní, to vše doplněné o jeho vlastní kresby. Americký hudební skladatel Philip Glass později představil muzikál inspirovaný touto sbírkou. Českou verzi vydalo v roce 2008 v překladu Miroslava Jindry nakladatelství Argo.